# Wybudowanie Raciąskie
Wybudowanie Raciąskie – zniesiona nazwa części wsi Raciąż w Polsce, położonej w województwie kujawsko-pomorskim, w powiecie tucholskim, w gminie Tuchola, na obszarze Pojezierza Krajeńskiego, przy drodze powiatowej prowadzącej do Piastoszyna.
Nazwa funkcjonowała do 2006 r. Nazwa z nadanym identyfikatorem SIMC występuje w zestawieniach archiwalnych TERYT z 1999 roku.
W latach 1975–1998 miejscowość położona była w województwie bydgoskim.